# Ingrid Daubechies
Ingrid Daubechies, född 17 augusti 1954 i Houthalen-Helchteren, Belgien, är en belgisk-amerikansk matematiker och elektroingenjör. Hon är mest känd för sitt arbete med wavelets inom signalbehandling, särskilt Daubechies wavelet, och har haft en betydande påverkan på bildkomprimering och digitala bilder.

## Uppväxt och utbildning
Ingrid Daubechies föddes i en liten kolgruveby i Belgien. Hon visade tidigt intresse för matematik och fysik och började studera vid Vrije Universiteit Brussel där hon tog sin kandidatexamen i teoretisk fysik och senare doktorsexamen i kvantmekanik.. Hennes doktorandhandledare var den fransk-amerikanska fysikern Alex Grossmann.

## Karriär och forskning
Efter att ha avlagt sin doktorsexamen blev Daubechies en ledande expert på wavelet-teori, en förfining av Fourier-analys som används för att komprimera digitala bilder och videor. Hennes arbete har varit avgörande för utvecklingen av JPEG2000-standarden för bildkomprimering. Under sin karriär har hon innehaft positioner vid flera framstående institutioner, inklusive AT&T Bell Laboratories, University of Michigan, Rutgers University och Princeton University innan hon började vid Duke University 2011.
Daubechies är känd för att ha utvecklat Daubechies wavelets, som används i signalbehandling för att analysera och komprimera data på ett effektivt sätt. Dessa wavelets har tillämpningar inom många områden, inklusive medicinsk bildbehandling, geologi och konstkonservering. Hennes arbete har även varit viktigt för att analysera elektrokardiogram (EKG) och förstå evolutionsmorfologi genom att studera fossila tänder och ben.

## Utmärkelser och erkännanden
Ingrid Daubechies har mottagit många prestigefyllda utmärkelser, inklusive MacArthur Fellowship, Benjamin Franklin Medal i elektroteknik, BBVA Foundation Frontiers of Knowledge Award, och Steele Prize for Mathematical Exposition. År 2012 blev hon baronessa, en titel som tilldelades av Belgiens kung Albert II.

## Privatliv
Ingrid Daubechies är gift med Robert Calderbank, en framstående matematiker och elektroingenjör. Tillsammans har de två barn. Daubechies blev amerikansk medborgare 1996.